# Festival du film de montagne et d'exploration
Le Festival du film de montagne et d'exploration est un festival de cinéma bisannuel fondé en 2006.

## Description
En partenariat avec la municipalité de Saulxures-lès-Nancy, le Comité départemental de Meurthe-et-Moselle de la Fédération française de la montagne et de l'escalade, organise tous les 2 ans un festival, consacré à Horace-Bénédict de Saussure, conforme à l'esprit et à la vie de cet homme du siècle des Lumières, c'est-à-dire consacré à la montagne et à l'exploration.
Le Festival du film de montagne et d'exploration est l'occasion pour des guides de haute montagne, des alpinistes, des scientifiques, des chercheurs ou des réalisateurs de venir faire partager leur passion de la montagne et de l'exploration au public lorrain. Ils présentent en général un ou plusieurs films, reportages, ou encore documentaires et assurent à l'issue des projections une conférence-débat (questions réponses) avec le public.

## Historique
Le festival a été créé en 2006. Lors de la séance inaugurale, une conférence sur la généalogie d'Horace Bénédict de Saussure et sur l'origine lorraine de sa famille a été réalisée par Michel Masson, avec le concours du cercle généalogique de Nancy.
En 2006 la recette du festival a été versée à la Croix-Rouge française pour son action auprès des victimes du tremblement de terre de 2005 dans les montagnes du Cachemire.
En 2008, la recette a été versée à l'association À chacun son Everest contribuant à offrir des vacances en montagne à des enfants cancéreux.
En 2010 et 2012, les bénéfices ont permis de financer le prix du concours Horace Bénédict de Saussure, dont l'objectif était de faire réaliser, par des lycéens ou des étudiants des instruments de mesure tels que ceux utilisés par HB de Saussure lors de ses ascensions en montagne.
L'édition 2014 a été l'occasion de mettre à l'honneur les femmes exploratrices et alpinistes, en particulier la nancéienne Marie Marvingt, première femme à gravir la dent du Géant, dans le massif du Mont-Blanc, en 1903. L'ensemble des bénéfices réalisés en 2014 sur les entrées du festival, les ventes de livres et de boissons, ont été remis à l'association humanitaire Solhimal afin de contribuer à l'aménagement d'un pensionnat dans le Langtang au Nord du Népal.
Les bénéfices de l'édition 2016 ont été remis à l'association nationale de protection de la montagne Mountain Wilderness, dont le président du jury était le représentant.
En raison de la pandémie de Covid-19 en France, l'édition 2020 du festival est annulée.
L'éditon 2022 a permis de réunir la somme de 2 500 € qui a été remise à « Expédition 3500 » pour soutenir leurs recherches scientifiques sur la haute altitude et leurs actions humanitaires dans la plus haute ville du monde : La Rinconada.
Les présidents du jury ont été :
- 2006 : Pascal Reiter ;
- 2008 : Philippe Claudel ;
- 2010 : Jean Pierre Leibold ;
- 2012 : Lionel Albrieux ;
- 2014 : Anne Viry-Babel ;
- 2016 : Yann Borgnet ;
- 2018 : Frédi Meignan ;
- 2022 : Marc Batard ;
- 2024 : Catherine Destivelle.

## Palmarès
| Année | Prix                        | Titre                                   | Réalisateur(s)                               |
| ----- | --------------------------- | --------------------------------------- | -------------------------------------------- |
| 2024  | Cairn d'Or                  | The call of the siren                   | Fulvio Mariani                               |
| 2024  | Cairn d'Azur                | Le piolet de verre                      | Amélie Mauro                                 |
| 2022  | Cairn d'Or                  | Maybe tomorrow                          | Guillaume Bertocchi                          |
| 2022  | Cairn d'Azur                | Basalt island                           | Benoît Regord                                |
| 2018  | Cairn d'Or                  | Blutch                                  | Nicolas Alliot                               |
| 2018  | Cairn d'Azur                | In the Starlight                        | Mathieu Le Lay                               |
| 2016  | Cairn d'Or                  | La Glace sans fin                       | Guillaume Bertocchi                          |
| 2016  | Cairn d'Azur                | La Horde                                | Jérôme Colin                                 |
| 2014  | Cairn d'Or                  | Le tour de la France, exactement        | Gilles Charensol, Véronique et Lionel Daudet |
| 2014  | Cairn d'Azur                | China Jam                               | Evrard Wendenbaum                            |
| 2014  | Prix spécial « solidarité » | Sur les traces de Tashi Sherpa          | René Tomio et Jacques Cordola                |
| 2012  | Cairn d'Or                  | Holtanna l'aventure antarctique         | Sam Beaugey et Franck Dalmat                 |
| 2012  | Cairn d'Azur                | No Mans'land                            | Gilles Charensol et Lionel Daudet            |
| 2010  | Cairn d'Or                  | Le Méridien des Écrins                  | Evrard Wendenbaum                            |
| 2010  | Cairn d'Azur                | Complètement à l'Est                    | Cécile Cusin                                 |
| 2010  | Coup de cœur                | Saulxures Mont-Blanc Express            | association OXYGENE                          |
| 2008  | Cairn d'Or                  | Peuples d'altitude et montagnes divines | Yan André                                    |
| 2008  | Cairn d'Azur                | Azazel                                  | Guillaume Broust                             |
| 2006  | Cairn d'Or                  | Désert Vertical                         | Daniel Du Lac                                |
| 2006  | Cairn d'Azur                | Himachal Expérience                     | Yan André                                    |